# آتون (کمون)
آتون (به فرانسوی: Atton) یک کمون در فرانسه است که در Meurthe واقع شده‌است. آتون ۱۵٫۳۸ کیلومتر مربع مساحت دارد ۲۰۲ متر بالاتر از سطح دریا واقع شده‌است.